# صلاح الدين بير فوجل
بيير فوغل (بالألمانية: Pierre Vogel)‏ (ولد في 20 يوليو 1978) داعية إسلامي ألماني وملاكم محترف سابق. يلقب أيضا بأبو حمزة.
أنهى بيير دراسته الثانوية في برلين. اعتنق بيير الإسلام سنة 2001 وبدأ دراسة العلوم الإسلامية في الجامعة ليقطع دراسته بعده ذلك لعدم اقتناعه بعرض الإسلام في الجامعة. ومن ثم غادر إلى مكة ليلتحق هناك بالمؤسسة العربية لغير الناطقين بالعربية في جامعة أم القرى. عاد بعدها إلى ألمانيا ليبدأ سنة 2006 في إعطاء محاضرات ودروس عن الإسلام.

## الملاكمة
أحترف بيير في سن الإثنين والعشرين عاماً بعد 66 مباراة على مستوى الهواة [بحاجة لمصدر] ثم لعب لفترة قصيرة - مدة عامين تقريبا- لنادي ساورلاند ويلفريد. ويذكر أنه لم يهزم في سبع جولات.

## الحالة الأسرية
بيير متزوج من امرأة من أصول مغربية ورزقا بثلاثة أطفال.

## وصلات خارجية
- صلاح الدين بير فوجل على موقع بوكس ريك (الإنجليزية) (registration required)
- إسلام ألف شخص دفعه واحدة على يد صلاح الدين على يوتيوب فاتح ألمانيا.
- مجموعة من الأمانيين تحولوا إلى الإسلام على يوتيوب بسبب دعوة بيير فوغل.